# Mardž Pirsi
Mardž Pirsi (engl. Marge Pierci, Detroit, 31. mart 1936) je američka pesnikinja, spisateljica i društvena aktivistkinja. Autor je knjiga: Žena na ivici vremena; On, ona i ono, koja je nagrađena nagradom  Arthur C. Clarke 1993 i knjige Otišli u vojnike, koja je uvršten na listu najprodavanijih dela sa liste „Njujork tajmsa“   i predstavlja istorijski roman,čija radnja se odigrava tokom Drugog svetskog rata.

## Život i karijera
Rođena je u Detroitu, u saveznoj državi Sjedinjenih Američkih Država, Mičigen, u porodici koja je, kao i mnoge druge, bila pogođena velikom krizom, od oca Robert Douglas Pirsija poreklom iz radničke klase i prezbiterijanske porodice iz grada rudnika uglja u Pensilvaniji, majstora koji je instalirao je i popravio teške mašine za Vestinghausu, i majke Bert Bernice Bunnin iz  jevrejske porodice poreklom iz radničke klase u Klivelandu, koja je završila  samo deset razreda osnovnog obrazovanja.  Kad je Pirsi bila mala, preselili su se u malu kuću u radničkoj četvrti u Detroitu, koja je bila od crno-belih blokova. U toj četvrti zajedno sa starijim bratom Grantom, majčinim sinom iz prethodnog braka, Mardži je odrastala  u susedstvu sa radničkom klasom obeleženom rasnim napetostima.
Pirsi opisuje svoju majku kao emotivnu, maštovitu ženu punu neobičnih znanja i praznovjerja. Proždrljivo je čitala i ohrabrila svoju kćer da o ona to učini. Izuzetno znatiželjna, nagovarala je svoju kćer da oštro posmatra i seća se onoga što je zapazila. Sećajući se svoje majke kao duboko intuitivne i maštovite osobe, Pirsi  svojoj majci  Berti pripisuje zasluge sa današnji poziv pesnikinje. Kako je Pirsi odrastala i postajala nezavisniji, borilia se žestoko sa svojom majkom, iako je bila mnogo bliža majci nego ocu koji je umro 1985. godine. Konačno, Pirsi je napustila dom u sedamnaestoj godini jer ona i njezina majka nisu bile u postojanoj harmoniji sve do vrlo kasnog života njene majke, koja je preminula 1981. godine.
Pirsi se priseća da je imala relativno sretno rano detinjstvo. Međutim, na polovini osnovne škole skoro je umrla od nemačkih ospica, a zatimse razbolela od reumatske groznice, koja  je od lepog i zdravog deteta postala skeletno biće s plavom kožom koja je ćesto gubilo svest. U bedi i bolesti, priklonila se knjigama. Išla je u javnu školu i srednju školu u Detroitu. Sa edamnaest godina, nakon što je dobila stipendiju za Univerzitet u Mičiganu, i postala prva osoba u njenoj porodici koja je otišla na fakultet. Bila je uspešna u polaganju ispita i snažno motiviaana za učenje. Međutim, drugi aspekti fakultetskog života bili su bolni.
Nije odgovarala nijednoj slici o tome kakve bi žene trebale biti. Frojdizam koji je pedesetih godina prožimao obrazovane vrijednosti označio ju je nesavjesnom zbog svoje seksualnosti i ambicija. Međutim, za svoja književna dela osvajala je razne nagrade, među kojom i nagradu Hopwood (1957), Dramaturga Avery Hopwood-a, pissca seksualnih farsi, koji je ostavio bogatstvo Univerzitetu u Mičiganu kako bi ga iskoristili za potsticanje dobrog i originalnog pisanja studenata. koja joj je puna  značila u starijim godinama, jer  Pirsi nije morala raditi da bi se izdržava. Hopwood nagrada joj je takođe omogućila da ode u Francusku nakon završetka studija. Magistrirala je na  Univerzitetu Northwestern.
Njena prva knjiga pesama, Breaking Camp, objavljena je 1968. godine.

Kao jako dobar đak i student, još od ranih godina, Pirsi je pokazivala ljubav prema knjigama. Na to je najviše uticao život u predškolskim godinama, tokom koga je bolovala od reumatske groznice zbog koje nije mogla puno hodataii raditi, ali je zato mogla puno čitati Značaj tog perioda na njen buudući književni rad Persijeva je ovako opisla: 
Literatura me je  naučila da postoji drugačiji svet, da postoje svi ti horizonti koji su se jako razlikovali od onoga što sam mogla vidjeti.
Pirsi je vremeno postala značajan feministički glas i u Novoj levici i u grupi pod nazivom  Studenti za demokratsko društvo.
Pirsi je također napisala nekoliko  drama, nekoliko tomova publicističke literature, memoare i uredila antologiju Rano sazrevanje: Američka ženska poezija danas (1988).
Bila je urednica poezije u časopisu Tikkun. 1971.
Pirsi se preselila i danas živi na Rtu Kod, (engleski: Cape Cod, prevedeno Rt bakalara)   velikom poluostrvu na severoistočnoj obali Sjedinjenih Američkih Država koji duboko zadire u Atlanski okean, u američkoj saveznoj državi Masačusets.  Zajedno sa suprugom, romanopiscem Ira Wood, vode Leapfrog Press.

## Književno delo
Pirsi je autor više od sedamnaest svezaka pesama, uključujući:
- Mesec je uvek ženski (1980., smatra se feminističkom klasikom )
- Umetnost blagosiljanja dana (1999),
- Petnaest romana, predstava (Posljednja bela klasa, koautorica sa svojim trećim i sadašnjim suprugom Irom Woodom), dvije zbirke eseja (Blokovi za jorgan u boji Parti i  Moj život, moje telo ), nefiktivna knjiga i memoari. Doprinosila je poglavljima nazvanim "Veliki kuli prokleti" i "Pesma sjebane patke" 1970. godine u antologiji Sestrinstvo je moćno: Antologija spisa Ženskog pokreta za oslobođenje, urednik Robin Morgan.[8]

Njeni romani i pesme uglavnom se fokusiraju na feminističke aspekte ili društvene probleme, koje Pirsi obrađujekroz  vrlo širok spektar tema i narativnih struktura. Za razliku od drugih dela, njeno književno delo
Telo od stakla (objavljeno u Sjedinjenim Američkim Državama pod nazivom On, ona i ono), je roman iz oblasti naučne fantastike, za koji je Pirsi dobila nagradu  Arthur C. Clarke. Ona u njemu gradi radnju  između distopijske budućnosti i grada Praga, iz 17. veka.
Radnja romana Grad svetlosti odvija se u potpunosti tokom Francuske revolucije . Žena na rubu vremena takođe menja sadašnjost i donekle zadire u budućnost.
Ostali njenii romani, poput Letnjih ljudi i Čežnje žena  su realnistički romani čija radnja se odvijaja nešto drugojaćije i razlikuju od današnjih dana. Sve njene knjige žele naglasiti fokus na život vodećih žena.
Podstaknuta idejama drugog talasa feminizma, Mardž Pirsi piše  Žena na ivici vremena  (1976) u kojoj meša priču o putovanju kroz  vreme sa pitanjima socijalne pravde, feminizma i lečenja mentalno obolelih. U ovom delu  na praktičan način pokušava da primeni teorijske postavke svojih prethodnica i savremenica.  Ovaj se roman smatra klasikom "spekulativne" utopijske naučne fantastike, kao i delom feminističke klasike. Podstaknuta idejama drugog talasa feminizma, Mardž Pirsi piše Ženu na ivici vremena, u kojoj na praktičan način pokušava da primeni teorijske postavke svojih prethodnica i savremenica.
Telo od stakla (On, ona i ono) (1991) projektuje svet čije je okruženje uništeno, a u njemu vladaju  smanjene i dominirajuće multinacionalke, koje omogućavaju širenje mega-gradova punih nasilja i socijalnih sukoba, uz donošenje futurističke verzije tada novonastalog interneta, kroz koji Pirsi tka elemente jevrejske mistike i legende o Golemu, iako je jedna od glavnih linija radnje glavni lik koji pokušava povratiti starateljstvo  nad svojim sinom.
Mnogi Pirsijini romani pričaju svoje priče s gledišta različitih likova, bilo u prvom ili u trećem licu. O Drugom svjetskom ratu govori u povijesnom romanu Otišli u vojnike (1987), kroz živote devet glavnih likova u Sjedinjenim Državama, Evropi i Aziji. Prva osoba koja nam govori bilo šta o Gone to Soldiers je tinejdžerica Jacqueline Levy-Monot, kroz svoj francuski dnevnik, nakon čega slijedi poglavlje iz trećeg lica koje govori šta se događa nakon što su je uhvatili nacisti.
Za Pirsi je poezija vrlo lična, zloupotrebljavajući slobodni stih i, često vodeći temu pesama istim brigama o feminizmu i socijalnim pitanjima. Njen rad pokazuje predanost snu o društvenim promenama (ono što se na hebrejskom može nazvati tikkun olam ili popravak celog sveta), ukorijenjenom u istoriji, u jevrejskim simbolima i u raznim pejzažima i definicijama.

Za autobiografske elemenate u svojoj poeziji, Pirci je jednom priliko rekla... 
...da iako se moj glavni opus u autobiografiji odigrao u pesmama, a ne u romanima, nikada nisam pravila razliku u razvoju vlastitog iskustva i iskustva tuđih ljudi. Pretpostavljam da govorim u biračkom krugu, živom i mrtvom, i dajem energiju, iskustvo, uvid, reči koje proističu iz mnogih života. Oduvek sam želela da moje pesme rade za druge. "Da bih bio od koristi" naslov je jedne od mojih najdražih pesama i jedne od mojih najpoznatijih knjiga.

## Bibliografija

### Novele
- Going Down Fast, 1969
- Dance The Eagle To Sleep, 1970
- Small Changes, 1973
- Woman on the Edge of Time, 1976
- The High Cost of Living, 1978
- Vida, 1979 Braided Lives, 1982
- Fly Away Home, 1985 Gone To Soldiers, 1988
- Summer People, 1989 He, She And It (aka Body of Glass), 1991
- The Longings of Women, 1994
- City of Darkness, City of Light, 1996
- Storm Tide, 1998 (with Ira Wood) Three Women, 1999
- The Third Child, 2003 Sex Wars, 2005

### Kratke priče
- The Cost of Lunch, Etc., 2014

### Zbirke poezije
- Breaking Camp, 1968
- Hard Loving, 1969
- "Barbie Doll", 1973
- 4-Telling (with Emmett Jarrett, Dick Lourie, Robert Hershon), 1971
- To Be of Use, 1973 Living in the Open, 1976
- The Twelve-Spoked Wheel Flashing, 1978
- The Moon is Always Female, 1980
- Circles on the Water, Selected Poems, 1982
- Stone, Paper, Knife, 1983 My Mother's Body, 1985 Available Light, 1988
- Early Ripening: American Women's Poetry Now (ed.), 1988; 1993
- Mars and her Children, 1992
- What are Big Girls Made Of, 1997
- Early Grrrl, 1999.
- The Art of Blessing the Day: Poems With a Jewish Theme, 1999
- Colours Passing Through Us, 2003
- The Hunger Moon: New and Selected Poems, 1980-2010, 2012
- Made in Detroit, 2015 On the Way Out, Turn Off the Light, 2020

### Ostala dela
- "The Grand Coolie Damn" and "Song of the fucked duck" in Sisterhood is Powerful: An Anthology of Writings From The Women's Liberation Movement, 1970, edited by Robin Morgan
- The Last White Class, (play co-authored with Ira Wood), 1979
- Parti-Colored Blocks For a Quilt, (essays), 1982
- The Earth Shines Secretly: A book of Days, (daybook calendar), 1990 So You Want to Write, (non-fiction), 2001
- Sleeping with Cats, (memoir), 2002
- My Life, My Body (Outspoken Authors), (essays, poems & memoir), 2015

## Nagrade i priznanja
- Arthur C. Clarke Award, Nagrada za naučnu fantastiku, 1992.[11][7]
- Bradley Award, New England Poetry Club, 1992[8] Brit ha-Dorot Award, Shalom Center, 1992.[11]]
- May Sarton Award, New England Poetry Club, 1991.[7][11]
- Golden Rose Poetry Prize, New England Poetry Club, 1990.[7][11]
- Carolyn Kizer Poetry Prize, 1986, 1990[8] National Endowment for the Arts award, 1978[7][11]
- Honorary Doctor of Humane Letters degree from the Hebrew Union College, Cincinnati, Ohio, 2004.[7][11]

## Literatura
- Cucinella, Catherine, ed. Contemporary American women poets: an A-to-Z guide. Greenwood Publishing Group, 2002.
- Anderson, Gary L., and Kathryn Herr G., eds. Encyclopedia of activism and social justice. Sage Publications, 2007.
- Attebery, Brian. (2002). Decoding Gender in Science Fiction. New York: Routledge..
- Atwood, Margaret. In Other Worlds.. St. Ives: Virago, 2012.
- Бугарски, Ранко. Увод у општу лингвистику. Београд: Чигоја, 2003.
- Carroll, John B. (1956). Language Thought and Reality: Selected Writings of Benjamin Lee Whorf. Cambridge: MIT Press..
- Де Бовоар, Симон. Други пол. Београд: Београдско издавачко-графички завод, 1982.
- Piercy, Marge. (2015). My Life, My Body. Oakland: PM Press..
- Piercy, Marge. (2016). Woman on the Edge of Time. New York: Ballantine Books..
- Reid, Robin Anne. (2009). Women in Science Fiction and Fantasy. Westport: Greenwood Press..
- Roberts, Adam. (2006). The History of Science Fiction. New York: Palgrave Macmillan..
- Firestone, Shulamith. (1970). The Dialectic of Sex: The Case for Feminist Revolution. New York: William Morrow & Co..
- Wagner-Lawlor, Jennifer A. (2013). Postmodern Utopias and Feminist Fictions. Cambridge: Cambridge University Press..
- Williams, Raymond. “Utopia and Science Fiction”, Science Fiction Studies. Vol. 5. November 1978.

## Spoljašnje veze
- 0 Društvo jednakih u romanu Žena na ivici vremena Mardž Pirsi
- Biography Архивирано на веб-сајту  (24. јануар 2005) from Fooling With Words with Bill Moyers on PBS